# Syndicat des montagnes Le Port-Massat
Le syndicat des montagnes Le Port-Massat est une singularité administrative et juridique française.

## Histoire
La commission syndicale des montagnes du Port-Massat, dite « syndicat des montagnes », a été créée par décret du président de la République le 11 janvier 1911. Collectivité territoriale française sans habitants, régie par le code général des collectivités territoriales, cette personne morale de droit public administre un espace de 14 775 ha de forêts et pâturages de haute montagne, propriété privée indivise des deux communes de Massat et du Port en Ariège.
Proposé au XIXe siècle comme solution politique au problème récurrent de l'appropriation collective des terres, exploitées avant la Révolution grâce aux "droits d'usage" définis par les chartes féodales de franchises au Moyen Âge, le syndicat administre le foncier acquis solidairement par les communes. (200 000 francs-or en 1904 soit environ 6 000 000 €).

## Fonctionnement
Au prorata de la participation financière de chaque commune, le conseil de sept membres s'organise et fonctionne sur le modèle d'un conseil municipal.
Son président est investi des pouvoirs similaires à ceux d'un maire.

## Communes
| Nom     | Code Insee | Intercommunalité      | Superficie (km2) | Population (dernière pop. légale) | Densité (hab./km2) |
| ------- | ---------- | --------------------- | ---------------- | --------------------------------- | ------------------ |
| Massat  | 09182      | CC Couserans-Pyrénées | 44,71            | 741 (2022)                        | 17                 |
| Le Port | 09231      | CC Couserans-Pyrénées | 49,87            | 167 (2022)                        | 3,3                |

## Partenariat
Le syndicat des Montagnes a adhéré à l'association A.D.E.T. Pays de l'Ours, favorable au maintien d'une population ursine dans le massif pyrénéen.